# Auenheim

Auenheim este o comună în departamentul Bas-Rhin, Franța. În 1 ianuarie 2018 avea o populație de 888 de locuitori.